# René Wittert van Hoogland

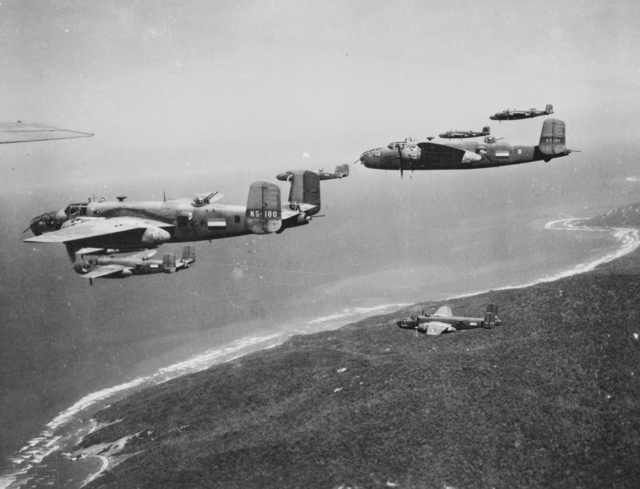
B-25 Mitchell-bommenwerpers van het No.18 (NEI) Squadron in formatie bij Darwin in 1943

Jonkheer mr. Reyndert Willem Carel Godard Adriaan ("René") Wittert van Hoogland (Den Haag, 1 januari 1906 – Valkenswaard, 19 november 2004) was een Nederlands luchtmachtofficier. Voor zijn oorlogsvluchten als ondercommandant van het Nederlands-Indisch Bomber squadron dat in Australië was gestationeerd werd hij onderscheiden met het Vliegerkruis.

## Loopbaan
René Wittert van Hoogland behaalde in 1929 zijn groot militair brevet, hij was voor de oorlog testvlieger, instructeur, gezagvoerder bij de Koninklijke Luchtvaart Maatschappij en hoofd vliegdienst van de Koninklijke Nederlandsch-Indische Luchtvaart Maatschappij (KNILM) in Batavia.

### Tweede Wereldoorlog
In de Tweede Wereldoorlog werd René Wittert van Hoogland hoofdinstructeur op de Royal Netherlands Military Flying School in Mississippi (Verenigde Staten). Daar gaf hij prins Bernhard les op North American B-25 Mitchell-bommenwerpers. Voor de Royal Air Force was hij vervolgens vlieger in Birma en Brits-Indië. Later in de oorlog voerde René Wittert van Hoogland, inmiddels vluchtcommandant bij het No. 18 (Netherlands East Indies) Squadron, vanuit Australië als vluchtcommandant aanvallen op Japanse doelen uit. In augustus 1945 vloog hij vanuit Australië naar Java om zijn vrouw jonkvrouwe Jeanne Bosch van Drakestein van Nieuw Amelisweerd en zijn vijf kinderen uit het jappenkamp Tjideng in Batavia te halen.

### Naoorlogse loopbaan
Na de oorlog werkte René Wittert van Hoogland voor de KLM in China voordat hij voor de derde maal dienst nam bij de Koninklijke Luchtmacht. Hij was commandant van de vliegbasis Twenthe, rechter bij de Krijgsraad, militair attaché in Canada en Hoofd sectie krijgsgeschiedenis Koninklijke Luchtmacht in 's-Gravenhage. René Wittert van Hoogland zwaaide in 1966 af als reserve kolonel-vlieger met niet minder dan 20.000 vlieguren. Hij was in de oorlog zo vaak door het oog van de naald gekropen dat hij daar de bijnaam "René met de duizend levens" aan overhield.

## Onderscheidingen
Wittert van Hoogland was, onder andere, Officier in de Orde van Oranje-Nassau, drager van het Ereteken voor Orde en Vrede, het Kruis van Verdienste van het Nederlandse Rode Kruis en de Zilveren Medaille van de Koninklijke Nederlandsche Vereeniging voor Luchtvaart. De katholieke edelman was Ridder van Gratie en Devotie in de Souvereine Militaire Orde van Sint-Jan van Jeruzalem, Rhodos en Malta en het Vliegerkruis op 3 januari 1944 en het Oorlogsherinneringskruis.

## Publicaties van Witterts hand
- Het Vergeten Squadron, met een voorwoord van Prins Bernhard. 1978
- De Stem van een Oorlogsveteraan, een persoonlijk geschrift van een 95-jarige.
- Over de drempel, Op jacht in de tijdloze natuur, prachtige en spannende jachtverhalen. 1985